# مطار جييانغ شاوشان
مطار جييانغ شاوشان (بالإنجليزية: Jieyang Chaoshan Airport) (إياتا: SWA، إيكاو: ZGOW) يقع في مدينة شانتو في جمهورية الصين الشعبية. صنف مطار جييانغ شاوشان في المرتبة السادسة والأربعون في الصين من حيث عدد الركاب عام 2011 وفقًا لإدارة الطيران المدني في الصين، حيث تعامل مع 1,901,856 راكب، وبلغ إجمالي حركة الطائرات (القادمة والمغادرة) 17,903 طائرة وقد بلغت كمية البضائع المنقولة عبر المطار 10,161 طن.

## شركات الطيران والوجهات

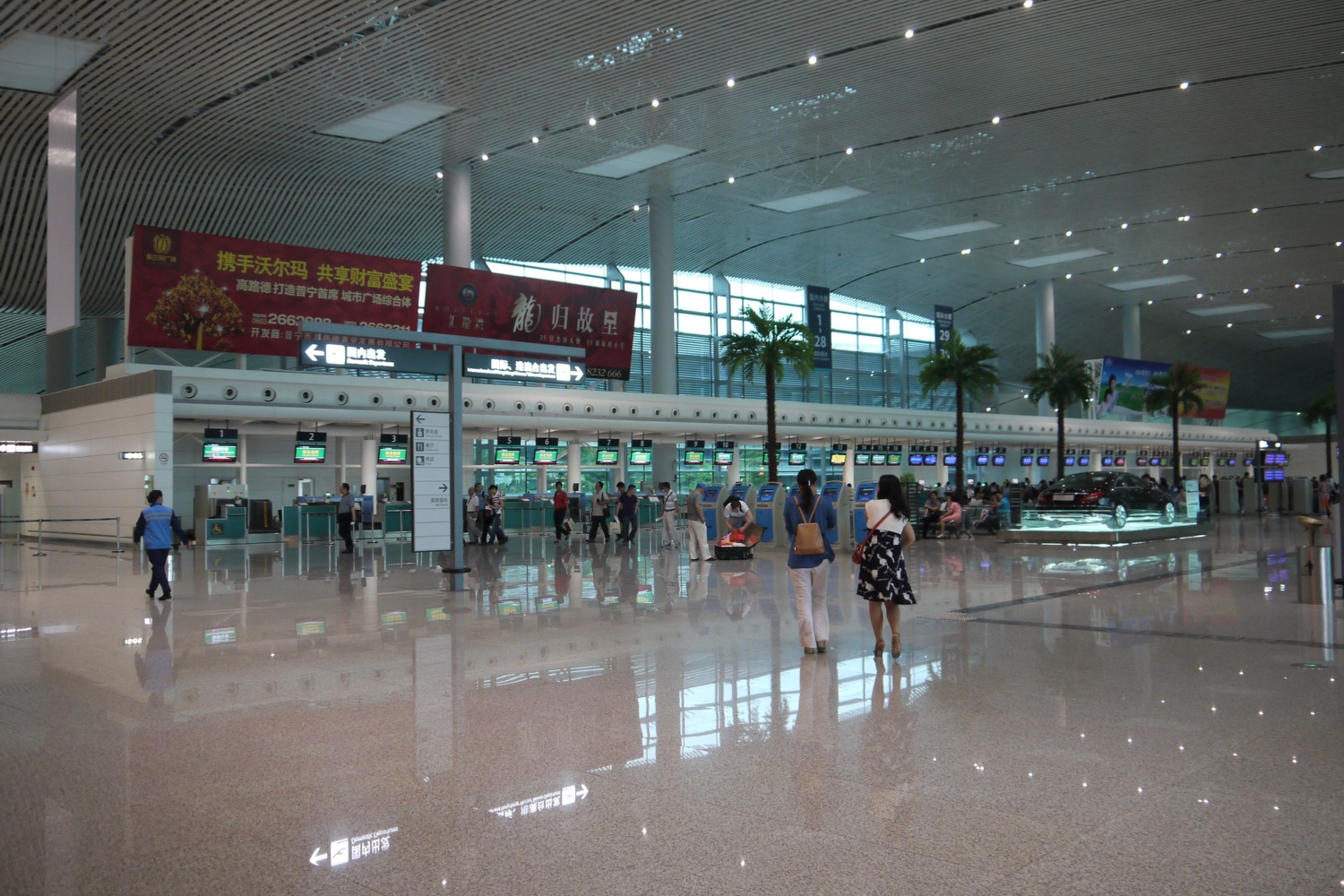
محطة المغادرة

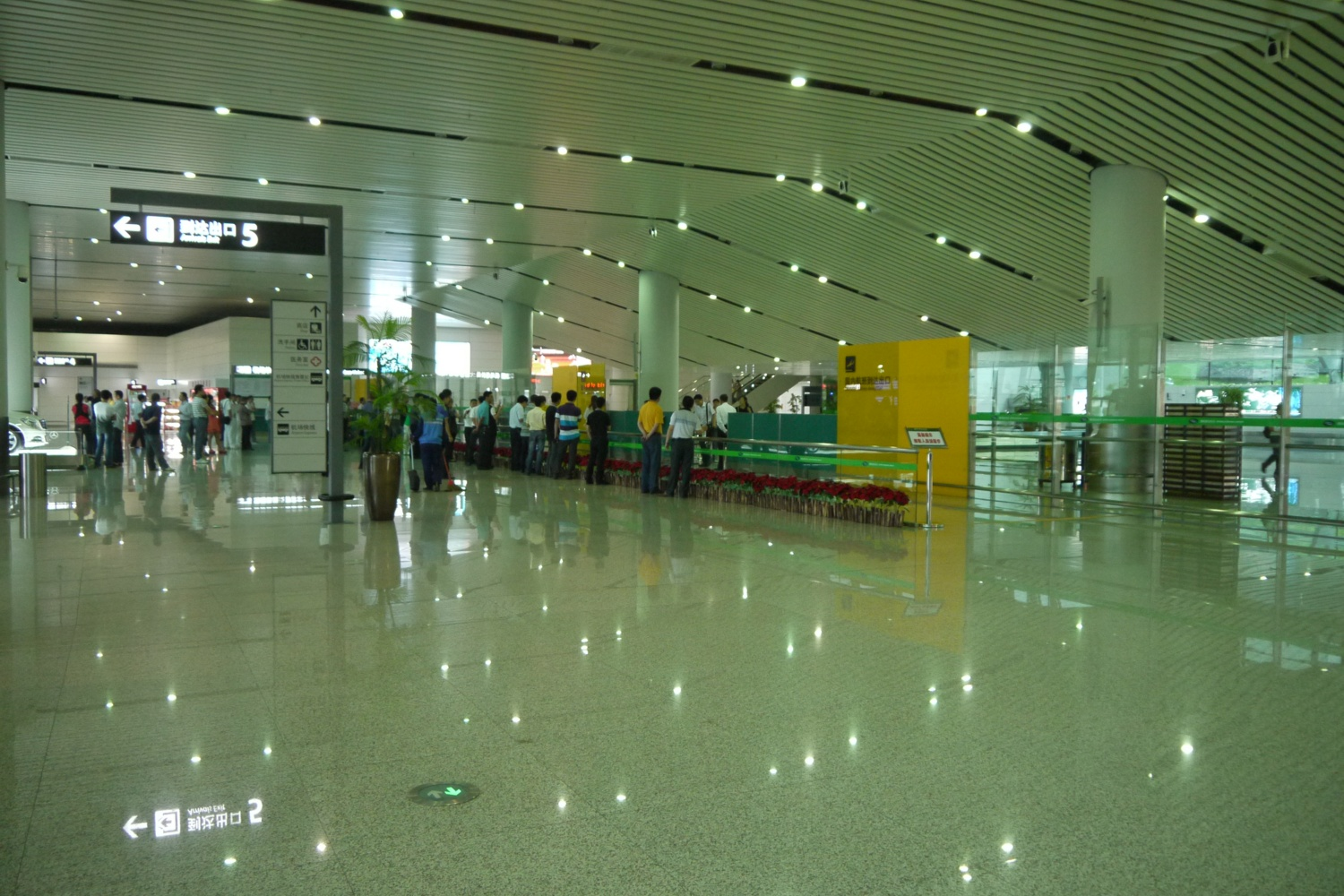
محطة الوصول

| شركـات طيـران          | الوجهات |
| ---------------------- | --- |
| طيران آسيا             | مطار كوالالمبور الدولي |
| Air Chang'an           | مطار قويلين يانغ جيانغ الدولي، مطار شيجياتشوانغ تشنغدينغ الدولي |
| طيران الصين            | مطار بكين العاصمة الدولي، مطار بكين داشينغ الدولي، مطار تشنغدو تيانفو الدولي، مطار هانغتشو شياوشان الدولي، مطار ووهان الدولي |
| Chengdu Airlines       | مطار تشنغدو تيانفو الدولي، مطار نانينغ الدولي، مطار شياوغويان غويتو، مطار يويانغ، مطار رينهواي ماوتاي |
| خطوط شرق الصين الجوية  | مطار تشانغشا هوانغوا الدولي، مطار تشنغدو تيانفو الدولي، مطار قويلين يانغ جيانغ الدولي، مطار هينغيانغ نانيوي، مطار كونمينغ جانغشوي الدولي، مطار لانتشو تشونغ تشوان، مطار يوتشو بيلين، مطار نينغبو ليش الدولي، مطار اوردوس إيجين هورو، مطار شانغهاي بودنغ الدولي، مطار تاييوان وسو الدولي، مطار ونزهو يونجقيانج الدولي، مطار ووهان الدولي، مطار شيان شيانيانغ الدولي، Zhanjiang، مطار تشوشان بوتوشان |
| خطوط جنوب الصين الجوية | مطار دون موينغ، مطار بكين داشينغ الدولي، مطار تشانغتشون الدولي، مطار تشانغشا هوانغوا الدولي، مطار تشنغدو تيانفو الدولي، مطار جيزهو جيوهواشان، مطار تشونغتشينغ جيانغبى الدولي، مطار قوانغتشو باييون الدولي، مطار قويلين يانغ جيانغ الدولي، مطار قوييانغ لونغدونغابو الدولي، مطار هايكو ميلان الدولي، مطار هانغتشو شياوشان الدولي، مطار هوهوت بايتا الدولي، مطار هوايان ليانشوي، مطار هوانغشان تونشي الدولي، مطار جينغقانغشان، مطار كونمينغ جانغشوي الدولي، مطار ليني شوبولينغ، مطار نانجينغ الدولي، مطار نانينغ الدولي، مطار نانيانغ جيانغ يينغ، مطار نينغبو ليش الدولي، مطار غينغادو جياودونغ الدولي، مطار شانغهاي بودنغ الدولي، مطار تاييوان وسو الدولي، مطار تايتشو وقياو، مطار تيانجين الدولي، مطار ووهان الدولي، مطار شينينغ الدولي، مطار سوزهو جوانين، مطار ييتشانغ سانشيا، مطار ييوو، مطار تشانغجياجيه هيهوا، Zhanjiang، مطار تشنغتشو الدولي، مطار تشوهاى جينوان، مطار زوني شينزهو (تبدأ في 1 أغسطس 2023) |
| Chongqing Airlines     | مطار تشانغشا هوانغوا الدولي، مطار تشونغتشينغ جيانغبى الدولي، مطار تشنغتشو الدولي |
| Hebei Airlines         | مطار لوئهو يونلونغ، مطار شنيانغ الدولي، مطار شيجياتشوانغ تشنغدينغ الدولي |
| خطوط لاكي الجوية       | مطار كونمينغ جانغشوي الدولي، مطار ميانيانغ نانيجو، مطار نانينغ الدولي |
| خطوط طيران أوكاي       | مطار تشانغشا هوانغوا الدولي |
| OTT Airlines           | مطار حيفي شينكياو الدولي، مطار نانتشانغ تشانغبى الدولي، مطار شانغهاي هونغكياو الدولي، مطار شانغهاي بودنغ الدولي، Zhanjiang |
| Ruili Airlines         | مطار ديهونغ مانغشي |
| خطوط شانغهاي الجوية    | مطار فوتشنغ بيهاي (تبدأ في 16 يوليو 2023)، مطار كونمينغ جانغشوي الدولي، مطار نانجينغ الدولي، مطار شانغهاي بودنغ الدولي، مطار تشوهاى جينوان |
| خطوط سيتشوان الجوية    | مطار تشنغدو تيانفو الدولي، مطار تشونغتشينغ جيانغبى الدولي، مطار جينان الدولي، مطار كونمينغ جانغشوي الدولي، مطار تونغرين فينغوانغ، مطار أورومتشي الدولي، مطار شينغي، مطار يبين واليانجي، مطار تشنغتشو الدولي |
| سبرينغ (شركة طيران)    | مطار دون موينغ، مطار تشانغتشون الدولي، مطار تشانغتشو بيننو، مطار داليان الدولي، مطار هانغتشو شياوشان الدولي، مطار هاربين الدولي، مطار حيفي شينكياو الدولي، مطار هوهوت بايتا الدولي، مطار هوايان ليانشوي، مطار لانتشو تشونغ تشوان، مطار نانتشانغ تشانغبى الدولي، مطار نانجينغ الدولي، مطار غيونغهاي بواو، مطار شانغهاي هونغكياو الدولي، مطار شانغهاي بودنغ الدولي، مطار شيجياتشوانغ تشنغدينغ الدولي، مطار سنن شوفانغ الدولي، مطار يانغزهو تايزهو، Zhanjiang، مطار تشنغتشو الدولي |
| خطوط تيانجين الجوية    | مطار قوييانغ لونغدونغابو الدولي، مطار هايكو ميلان الدولي، مطار هوهوت بايتا الدولي، مطار ووهان الدولي، مطار شينتشو وتايشهان، مطار يولين يو يانغ، مطار زوني شينزهو |
| طيران التبت            | مطار لوئهو يونلونغ |
| West Air ‏              | مطار تشونغتشينغ جيانغبى الدولي، مطار تشنغتشو الدولي |

## الإحصائيات
| السنة | عدد الركاب | التغير  |
| ----- | ---------- | ------- |
| 2021  | 5,734,175  | ▲ 8.5%  |
| 2020  | 5,285,718  | ▼ 28.1% |
| 2019  | 7,353,521  | ▲ 13.2% |
| 2018  | 6,493,930  | ▲ 44.8% |
| 2017  | 4,485,000  | ▲ 17.5% |
| 2016  | 3,818,000  | ▲ 19.2% |
| 2015  | 3,204,300  | ▲ 11.6% |
| 2014  | 2,870,252  | ▲ 6.9%  |
| 2013  | 2,686,007  | ▲ 27.7% |
| 2012  | 2,103,303  | ▲ 10.6% |